# 박두선
박두선(1920년 3월 17일~2011년 10월 30일)은 대한민국의 정치인이다. 제7대 국회의원을 지냈다.

## 생애
박두선은 1920년 3월 17일에 전라북도 정읍에서 태어났다.
1967년에 치러진 대한민국 제7대 국회의원 선거에서 민주공화당의 공천을 받아 정읍군 선거구에 출마했으며 59.90%의 득표율로 당선되었다.
2011년 10월 30일, 91세의 나이로 사망했다.

## 역대 선거 결과
| 실시년도 | 선거   | 대수 | 직책     | 선거구      | 정당       | 득표수   | 득표율          | 순위 | 당락 | 비고 |
| -------- | ------ | ---- | -------- | ----------- | ---------- | -------- | --------------- | ---- | ---- | ---- |
| 1967년   | 총선   | 7대  | 국회의원 | 전북 정읍군 | 민주공화당 | 57,278표 | \| \| 59.90% \| | 1위  |      | 초선 |
|          | 59.90% |      |          |             |            |          |                 |      |      |      |